# Selector Infected Wixoss
Selector Infected Wixoss (sprich engl. wi-cross, kurz für „Wish Across“) ist eine von J.C.Staff produzierte Anime-Serie. Die erste Staffel wurde von April bis Juni 2014, die zweite Staffel, genannt selector spread WIXOSS, von Oktober bis Dezember 2014 ausgestrahlt.

## Handlung
Ruuko Kominato ist gerade erst nach Tokio gezogen. Da sie noch keine Freunde an ihrer Schule gefunden hat, schenkt ihr Ayumu, ihr älterer Bruder, ein Starterset für das Kartenspiel WIXOSS, in dem die Spieler mit ihren Spielavataren, so genannten LRIGs (ルリグ, Rurigu), gegen andere antreten. Sie stellt fest, dass ihr LRIG sprechen kann. Yuzuki Kurebayashi erklärt ihr, dass sie ein so genannter Selector, die gegen andere Selectors kämpfen, ist. Wenn sie oft genug gewinnen, wird es ihnen möglich sein, das Eternal Girl zu werden und sich einen Wunsch zu erfüllen.

## Veröffentlichung
Die Serie wird vom Studio J.C.Staff animiert unter der Regie von Takuya Satō, der Rahmenhandlung von Mari Okada und dem Character Design von Kyūta Sakai. Die erste Staffel mit 12 Folgen, Selector Infected Wixoss, wurde vom 4. April bis zum 20. Juni 2014 nach Mitternacht (und damit am vorigen Fernsehtag) auf MBS ausgestrahlt, sowie mit wenigen Tagen Versatz auch auf Tokyo MX, TV Aichi, AT-X und BS11. Die zweite Staffel, Selector Spread Wixoss, mit weiteren 12 Folgen lief vom 4. Oktober bis 20. Dezember 2014 nach Mitternacht zuerst auf Tokyo MX sowie mit Versatz auf den anderen Sendern.
Funimation streamte sie als Simulcast Englisch untertitelt in Nordamerika, Crunchyroll in Afrika, dem Nahen Osten und Europa ausgenommen dem deutschsprachigen Raum, in dem sie von Kazé Deutschland lizenziert wurde.

### Synchronisation
| Rolle                                              | Japanischer Sprecher (Seiyū) | Deutscher Sprecher    |
| -------------------------------------------------- | ---------------------------- | --------------------- |
| Ruuko Kominato (小湊 るう子, Kominato Rūko)        | Ai Kakuma                    | Maria Hönig           |
| Yuzuki Kurebayashi (紅林 遊月, Kurebayashi Yuzuki) | Ayane Sakura                 | Giovanna Winterfeldt  |
| Hitoe Uemura (植村 一衣, Uemura Hitoe)             | Ai Kayano                    | Shanti Chakraborty    |
| Akira Aoi (蒼井 晶, Aoi Akira)                     | Chinatsu Akasaki             | Esra Vural            |
| Iona Urazoe (浦添 伊緒奈, Urazoe Iona)             | Asami Seto                   | Nadine Zaddam Leopold |
| Tama (タマ, Tama)                                  | Misaki Kuno                  | Anita Hopt            |
| Hanayo (花代, Hanayo)                              | Ayako Kawasumi               | Nicole Hannak         |
| Midoriko (緑子, Midoriko)                          | Minami Takahashi             | Melanie Hinze         |
| Piruluk (ピルルク, Piruruku)                       | Saori Ōnishi                 | Ilka Teichmüller      |
| Ulith (ウリス, Urisu)                              | Rie Kugimiya                 | Julia Blankenburg     |
| Kazuki Kurebayashi (紅林 香月, Kurebayashi Kazuki) | Yūsuke Kobayashi             | Nick Forsberg         |

Die deutsche Fassung stammt von TV+Synchron mit dem Dialogbuch und Regie durch Sabine Winterfeldt.

### Musik
Die Hintergrundmusik zur Serie stammt von Maiko Iuchi. Die erste Staffel verwendete im Vorspann killy killy JOKER gesungen von Kanon Wakeshima und im Abspann realize – Yume no Matsu Basho (realize -夢の待つ場所-) gesungen von Cyua, in Folge 11 jedoch eine White Hope mix genannte Variante. Die zweite Staffel nutzte im Vorspann world's end, girl's rondo von Kanon Wakeshima und im Abspann Undo – Asu e no Kioku (Undo -明日への記憶-) von Cyua, sowie in der letzten Folge die Variante Black Desire mix.

## Manga
Zum Anime entstanden mehrere Manga-Reihen. Im Magazin Ultra Jump des Verlags Shūeisha erschien zwischen dem 19. Juli 2014 (Ausgabe 8/2014) und dem 19. Mai 2015 (Ausgabe 6/2015) die Manga-Reihe selector infected WIXOSS -blue appli- gezeichnet von Manatsu Suzuki. Die Kapitel wurden auch in zwei Sammelbänden (Tankōbon) unter dem Titel selector infected WIXOSS -peeping analyze- veröffentlicht. Seit dem 18. Juli 2015 (Ausgabe 8/2015) wird im selben Magazin der von nini gezeichnete Manga selector infected WIXOSS – Mayu no Oheya (selector infected WIXOSS, 〜まゆのおへや〜) verlegt.
In Square Enix’ Magazin Big Gangan erschien die Reihe selector infected WIXOSS -Re/verse- zwischen dem 25. August 2014 (Vol. 10/2014) und 24. Oktober 2015 (Vol. 11/2015), die von Mekimeki gezeichnet wurde. Die Kapitel wurden ebenfalls in zwei Sammelbänden zusammengefasst.

## Fortsetzung
2016 entstand Lostorage incited WIXOSS, eine weitere Staffel der Serie, welche die Geschichte rund um die Kindheitsfreunde Suzuko Homura und Chinatsu Morikawa erzählt, die in einer neuen Art der Wixoss-Kämpfe gefangen sind und nur lose auf die Vorgänger aufbaut. Die 12-teilige Serie wurde wie bereits die Vorgängerstaffeln vom Studio J.C.Staff produziert und in Deutschland über den Simulcast-Anbieter Crunchyroll verbreitet.
Kurz nach Ende der Serie wurde über den offiziellen Twitteraccount ein neues Projekt mit Namen Lostorage conflated WIXOSS angekündigt. Dabei handelt es sich um eine am 14. Dezember erscheinende OVA mit dem Untertitel missing link, auf die 2018 eine neue TV-Staffel folgen soll.